# Trichauxa
Trichauxa is een kevergeslacht uit de familie van de boktorren (Cerambycidae). De wetenschappelijke naam van het geslacht werd voor het eerst geldig gepubliceerd in 1957 door Breuning.

## Soorten
Trichauxa omvat de volgende soorten:
- Trichauxa albovittata Breuning, 1966
- Trichauxa fusca Breuning, 1957